# Formigó asfàltic

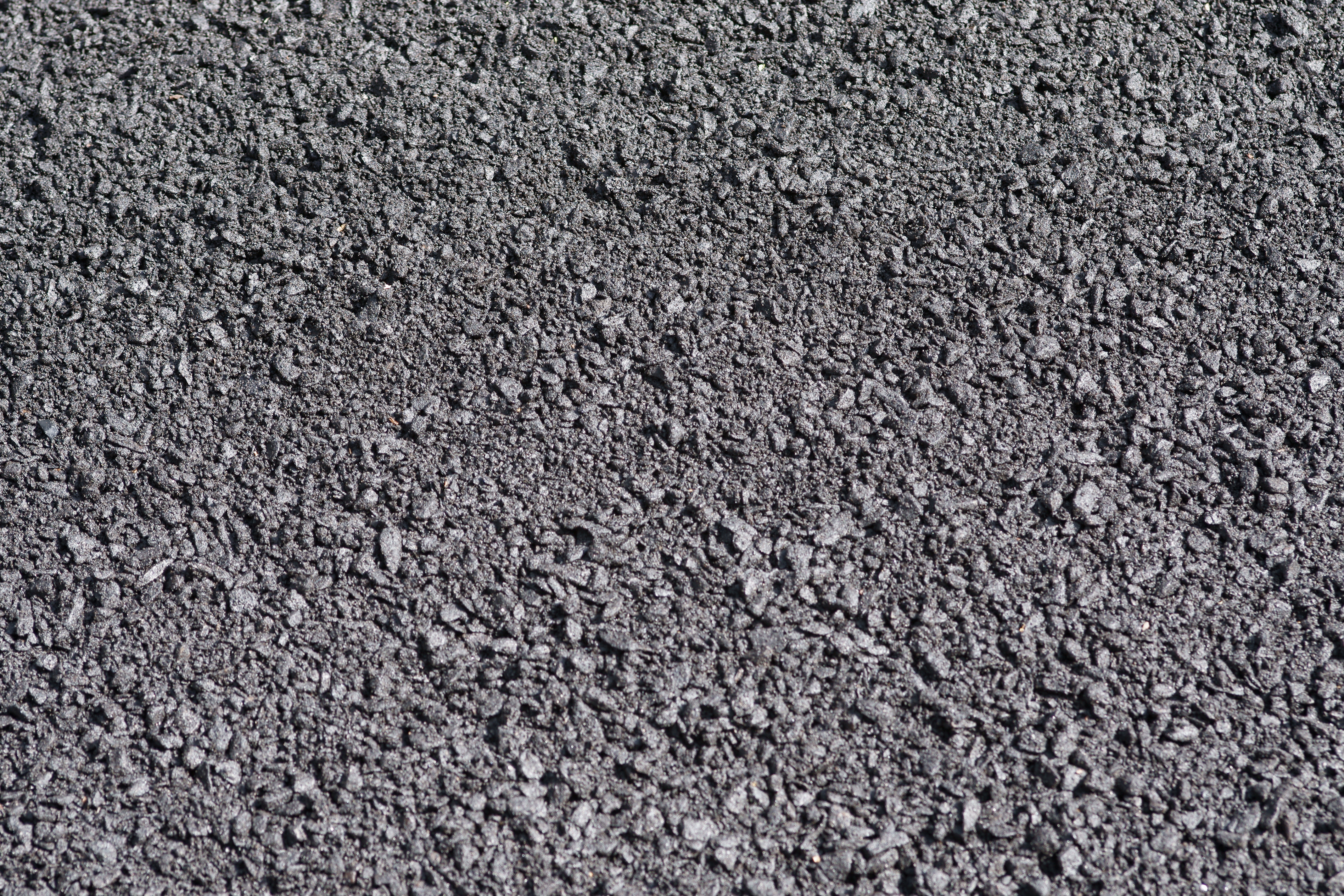
Formigó asfàltic.

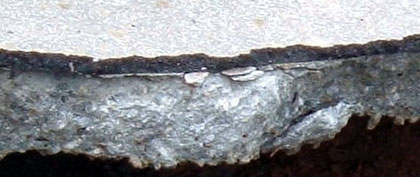
Vista d'una secció transversal del ferm de bituminós. Com moltes carreteres antigues la capa de formigó de ciment (capa grisa) se suavitzava aplicant a sobre una capa de mescla bituminosa (capa negra).

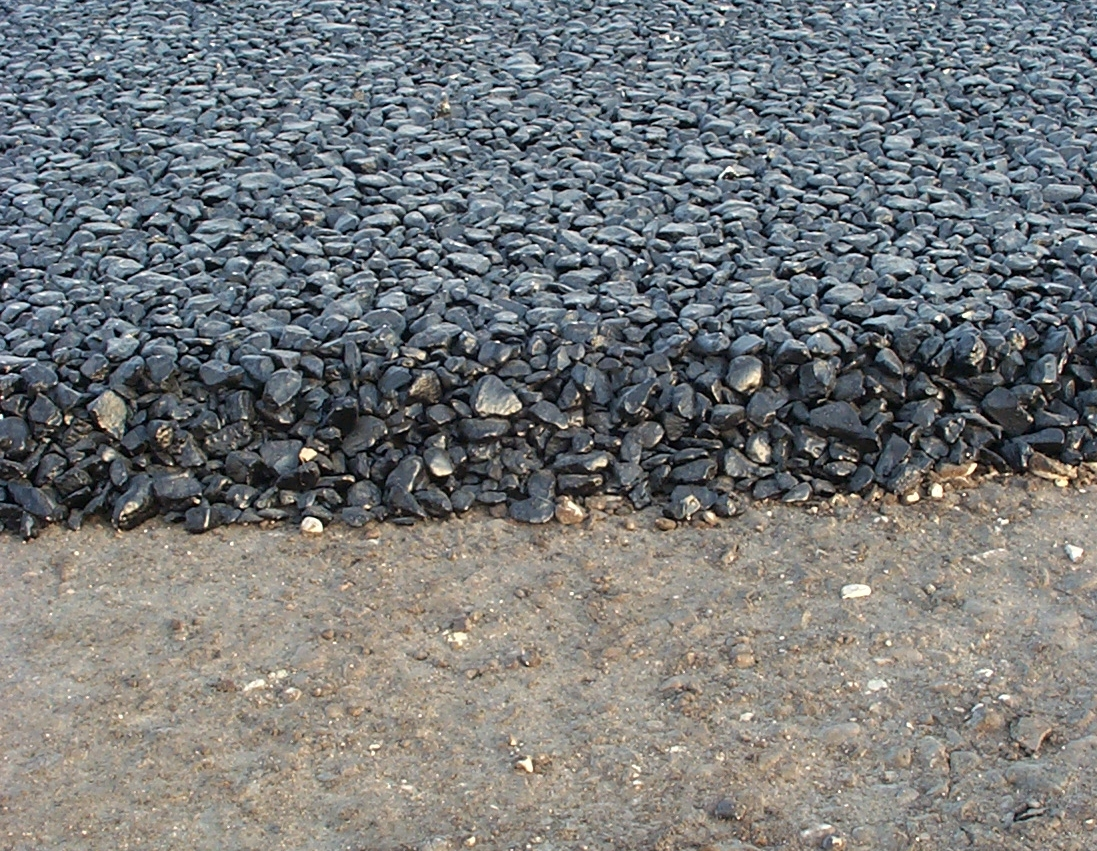
Una capa de formigó asfàltic (negre). sobre una capa base de roca triturada i sorra per incrementar la durabilitat del ferm (marró).

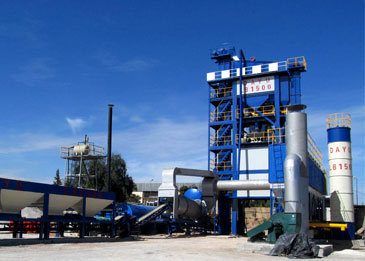
Imatge de la planta de tractament de petroli per obtenir asfalt.

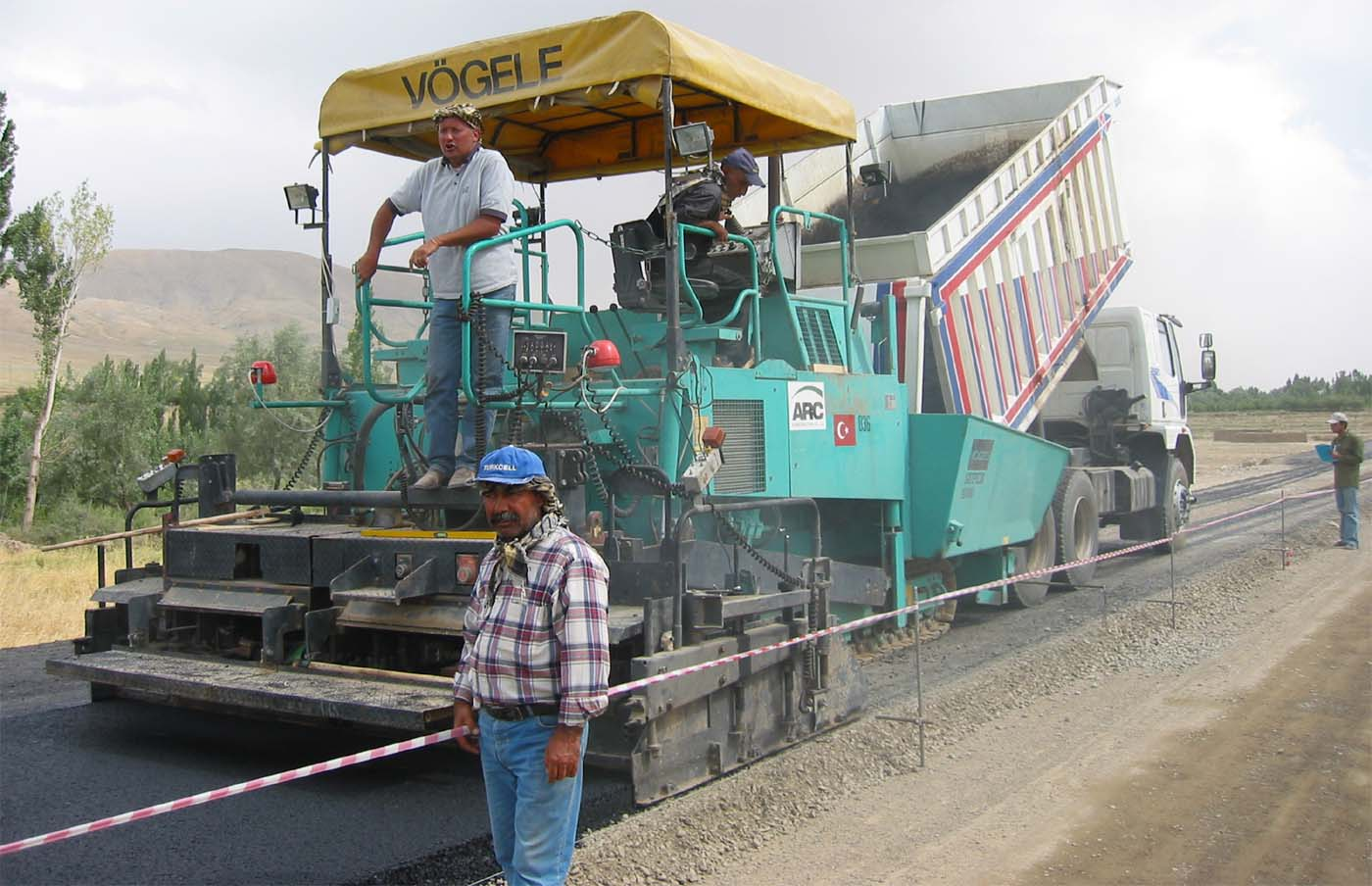
Màquina d'asfaltat. Llur funció és l'escampat uniforme i el control de l'amplada el gruix de la capa de formigó asfàltic.

Formigó asfàltic (castellanisme), pinyonada asfàtica, betó o betum asfàltic, també conegut com a betó bituminós o mescla asfàltica en general és una combinació d'asfalt i agregats minerals petris en proporcions determinades que s'utilitza per construir el ferm de carreteres, aeroports i aparcaments. Les proporcions relatives d'aquests minerals determinen les propietats físiques de la mescla i, eventualment, el rendiment de la mateixa com mescla acabada per a un determinat ús. A causa de les seves bones propietats com impermeabilitzant també es fa servir en el nucli de certes preses com a impermeabilitzant.
Els termes "formigó asfàltic", "ciment asfàltic bituminós" i els seus abreviacions "AC" (de l'anglès Asphalt concrete) són generalment usats només en enginyeria i en documents de construcció i literatura. El terme més comú és "asfalt", que a més per defecte tendeix a incloure els paviments de formigó de ciment encara que en realitat aquests no estiguin compostos realment d'asfalt. La definició enginyeria de formigó inclou qualsevol material compost per un agregat cimentat amb un aglutinant, que pot ser ciment Portland, però que en el cas que ens ocupa és asfalt. Informalment el formigó asfàltic és conegut en Amèrica del Nord com "blacktop" (en referència a la seva superfície negra).

## Fórmules de mescla
Les mescles asfàltiques i agregats poden realitzar de la manera següent:
- Barreja de formigó en calent : Són produïdes per l'escalfament de l'aglutinant asfàltic, el que augmenta la seva viscositat, i permet barrejar el material amb l'agregat d'àrids. La barreja es realitza a 150 °C per l'asfalt pur, i a 160 °C si l'asfalt està modificat amb polímers. L'extensió i el compactat s'han de realitzar mentre el material està calent. En molts països l'asfalt es restringeix als mesos de calor perquè a l'hivern la base compactada pot estar massa freda per realitzar l'operació. És el material més emprat en carreteres, autopistes, aeroports i pistes de carrera.
- Superpave , abreviatura de  superior performing Asphalt Pavement, de l'anglès es traduiria com Paviment d'altes prestacions. És un paviment dissenyat per proporcionar temps de vida útil més llarga que els paviments habituals. Les claus són un sistema acurat de selecció d'ingredients i una gran qualitat dels materials i del control d'obra.

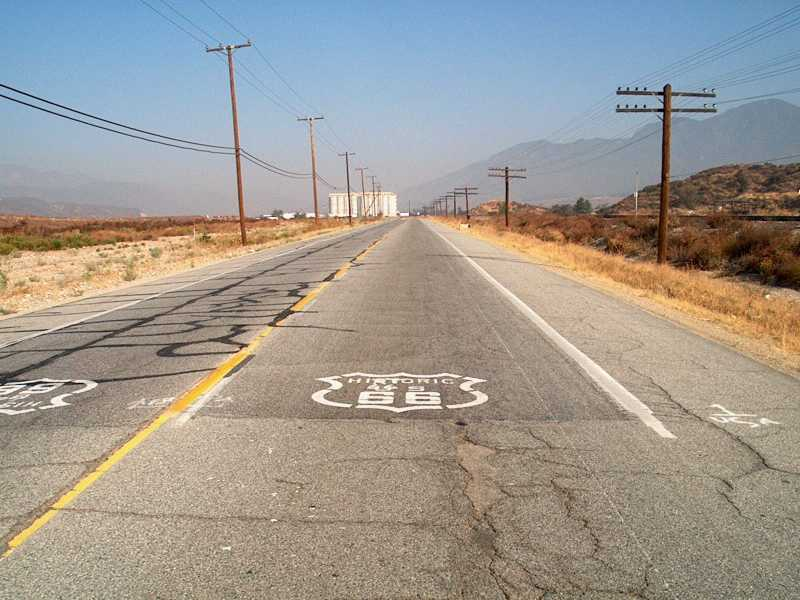
Antiga ruta 66 amb esquerdes reparades en el carril esquerre

- Antiga ruta 66 amb esquerdes reparades en el carril esquerre Formigó asfàltic temperat [5] es produeix per l'addició de zeolita, cera o emulsions asfàltiques per fer la barreja. Això permet baixar significativament la temperatura de mescla i escampat i disminuir el consum de combustibles fòssils, a més de minvar l'emissió de diòxid de carboni, aerosols i vapors. També permet reduir el temps de construcció i certs additius faciliten les seves característiques en la posada.
- Formigó asfàltic fred
- Formigó asfàltic cut-back  es produeix dissolent l'aglutinant en querosè o un altre líquid que disminueixi la fricció dels components i permeti la barreja. S'usa per a petites reparacions, quan no resulta rendible usar maquinària a gran escala i escalfar mescles. A causa de l'ús del querosè és molt contaminant.[6]
- Formigó asfàltic màstic  o capa asfàltica es produeix mitjançant l'escalfament del material i la seva oxidació en un mesclador, fins que es liqua i es pot afegir l'àrid. L'agregat té entre 6 i 8 hores per ser posat. Un cop transportat en l'obra on s'aboca fins a realitzar una capa fina de 2 a 3 centímetres, i també per a impermeabilització de sostres amb una capa d'1 centímetre.
- Formigó asfàltic natural  pot ser produït de roques bituminoses, de llocs molt puntuals del món, on la roca sedimentària ha estat impregnada de betum natural.

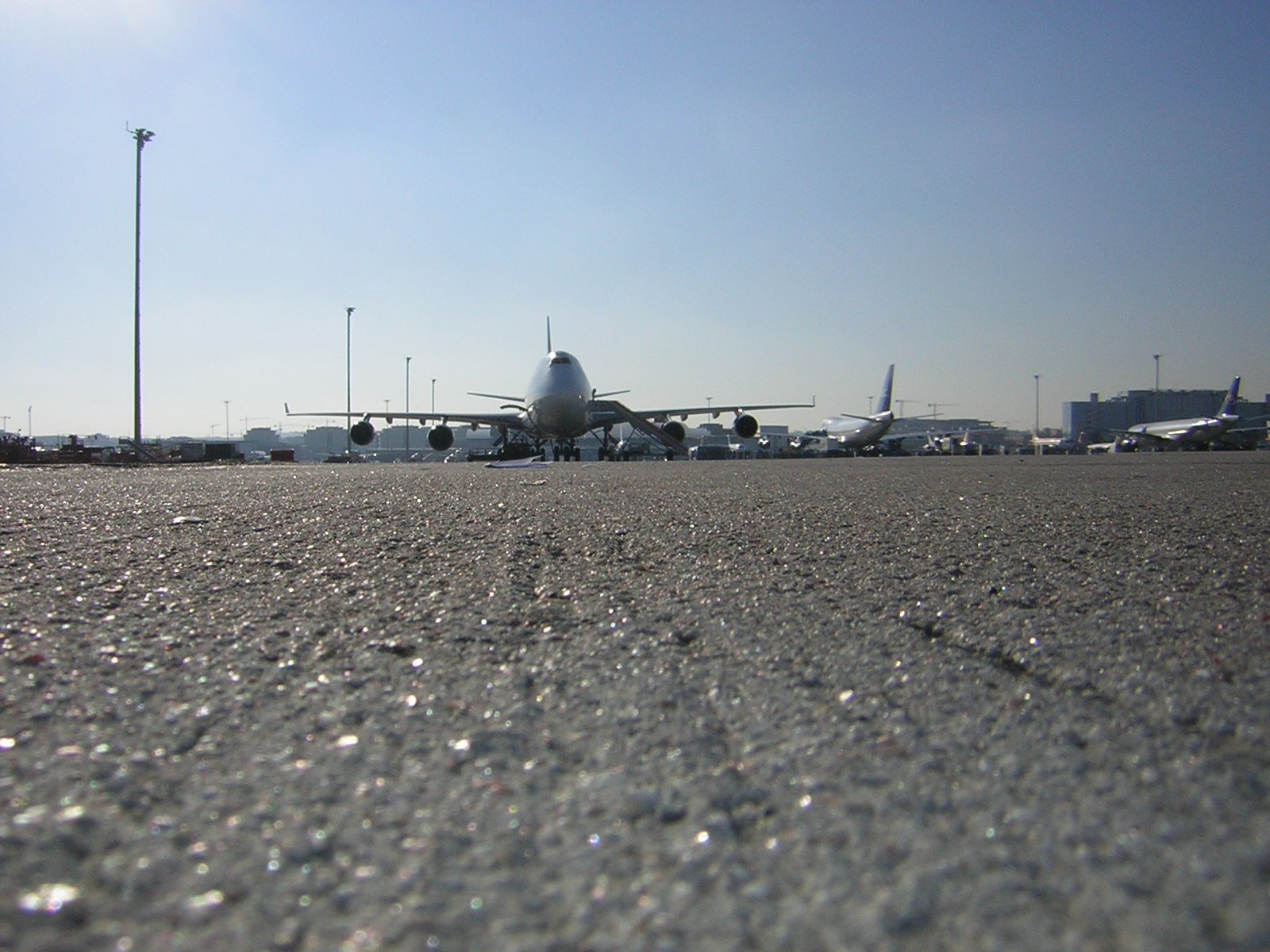
Pista d'aterratge de l'Aeroport de Barajas a Madrid, Espanya

## Prestacions característiques
El formigó asfàltic té diferents prestacions en termes de durabilitat de superfície, suport de pneumàtic, eficiència de frenada i disminució de soroll. Les característiques necessàries de l'asfalt s'obtenen en funció de la categoria de trànsit i el coeficient de fricció desitjat. En termes generals el formigó asfàltic general és menys sorollós que el provinent del ciment pòrtland. Els estudis de cinètica i sorolls en ferms es remunten a la dècada del 1970.

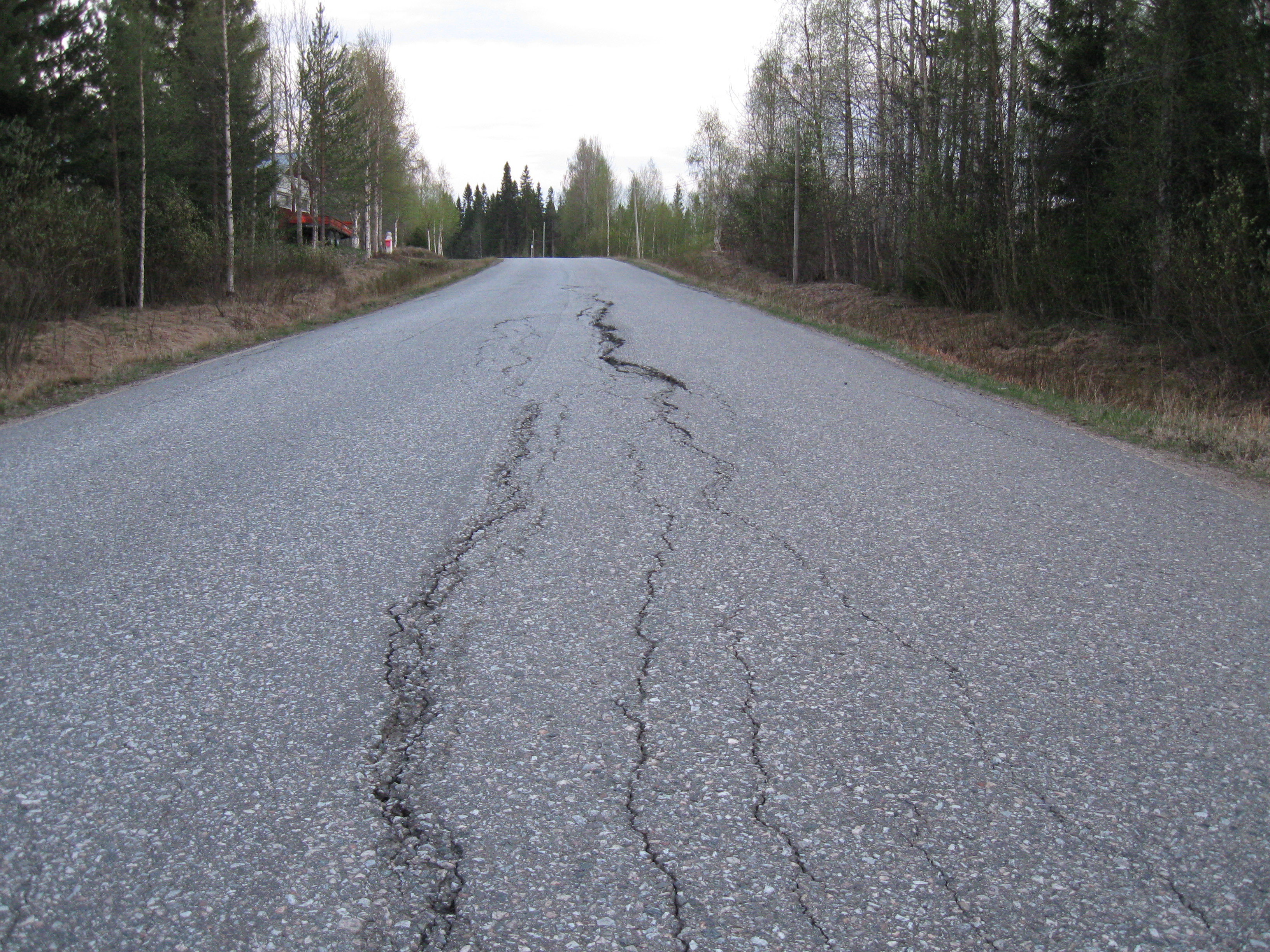
Asfalt danyat per efecte d'una gelada. Els països del Nord d'Europa gasten grans quantitats de diners en mantenir la seva vies per l'efecte de les gelades.

## Degradació i restauració del formigó asfàltic
El deteriorament de l'asfalt pot incloure pell de cocodril, sots, roderes, esvorancs i enfonsaments. En climes freds l'aigua superficial pot congelar-se en les esquerdes i en els buits de l'asfalt, pressionant el ferm i trencant-lo. En els climes càlids la barreja pot escalfar-se, fluint i generant empremtes de pneumàtics (roderes) i sots.

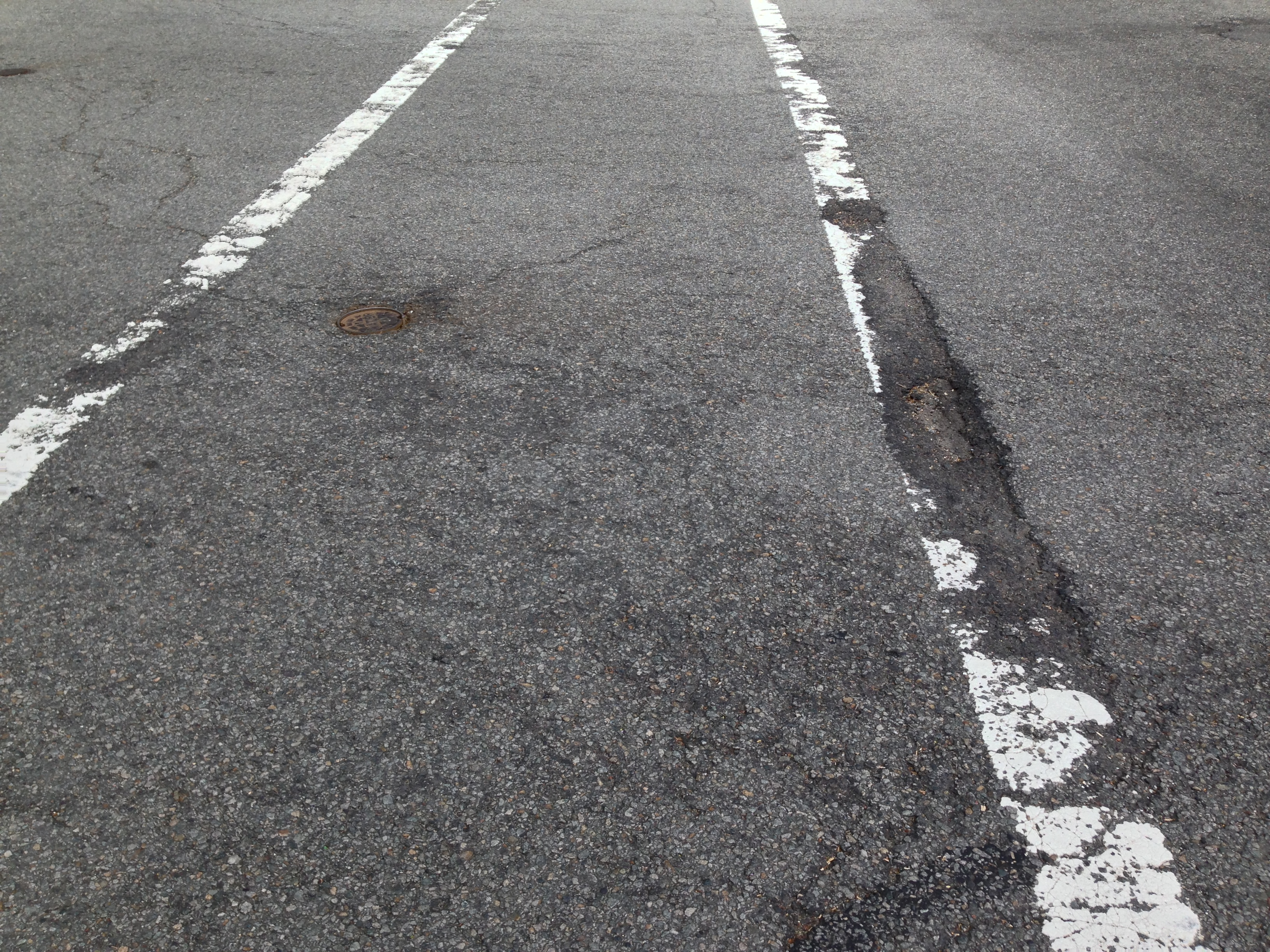
Deteriorament general amb accentuació en la zona pintada

Hi ha dos grups de factors que poden destrossar l'asfalt:
- Factors ambientals . On s'inclou la calor, el fred, l'aigua i la radiació solar (incloent la ultraviolada) que degraden el material de forma mecànica o química.
- Dany produït pel trànsit . El dany produït pel pes i el pas d'autobusos i camions, que genera fatiga en el material.

També poden haver accidents puntuals per abocament d'agents químics (especialment olis) o cremes damunt l'asfalt que l'alteren.

### Prevenció i reparació de mescles asfàltiques
La vida d'una carretera pot ser prolongada mitjançant un bon disseny i duent a terme bones pràctiques de manteniment i construcció. Durant el disseny dels enginyers mesuren el trànsit a la carretera, posant especial atenció en el volum i tipus de vehicles pesants (camions, autobusos ...). Això permet estimar la càrrega que suportarà la carretera en el futur. Tant el paviment com el gruix de la subbase estan dissenyats per suportar les càrregues de rodes. Algunes vegades s'usen per reforçar la subbase certs drenatges interns per alliberar l'aigua que debilitaria les capes internes del ferm.
Bones pràctiques de manteniment se centren a mantenir l'aigua fora del paviment, la subbase i el terraplè. Mantenint les cunetes netes i els drenatges operatius es pot estendre la vida d'una carretera sense necessitat d'un sobrecost. Les petites esquerdes i porus per on pot entrar l'aigua haurien de ser reparades amb rapidesa, per evitar que comportin un trencament més gran que destrossi la via. Si el nombre de trencaments s'incrementa es requeriran reparacions a major escala. En ordre de menor a major cost, s'inclouen pegats d'asfalt, capes de ferm superiors, reciclatge en el lloc o aixecament i reconstrucció total.
És molt més barat mantenir una carretera en bones condicions que haver de reconstruir-la sencera una vegada que s'hagi deteriorat. Aquesta és la raó per la qual moltes agències estatals nord-americans prefereixen gastar recursos en mantenir les vies en bones condicions que reconstruir aquelles que estiguin en pitjors condicions.